# La Bastide-Pradines
Pour les articles homonymes, voir Bastide.
La Bastide-Pradines est une commune française du sud du département de l'Aveyron dans la région Occitanie.

## Géographie

### Localisation et communes limitrophes
La commune de La Bastide-Pradines se trouve au sud  du département de l'Aveyron, dans la petite région agricole des Grands Causses. Elle se situe à 77 km par la route de Rodez, préfecture du département, à 28 km de Millau, sous-préfecture et à 22 km de Saint-Affrique, bureau centralisateur du canton de Saint-Affrique dont dépend la commune depuis 2015. La commune fait en outre partie du bassin de vie de Saint-Affrique.
Les communes les plus proches sont, : 
Lapanouse-de-Cernon (4,2 km), Tournemire (4,2 km), Viala-du-Pas-de-Jaux (5,1 km), Roquefort-sur-Soulzon (5,4 km), Saint-Rome-de-Cernon (6,5 km), Sainte-Eulalie-de-Cernon (7,5 km), Saint-Jean-d'Alcapiès (8,0 km), Saint-Georges-de-Luzençon (8,5 km), Saint-Jean-et-Saint-Paul (8,8 km).

### Paysages et reliefs
Le village culmine à 600 m sur un site escarpé s'allongeant sur une longue arête rocheuse grise et domine la vallée du Cernon tout en étant abrité par le plateau du Larzac.

### Hydrographie

#### Réseau hydrographique

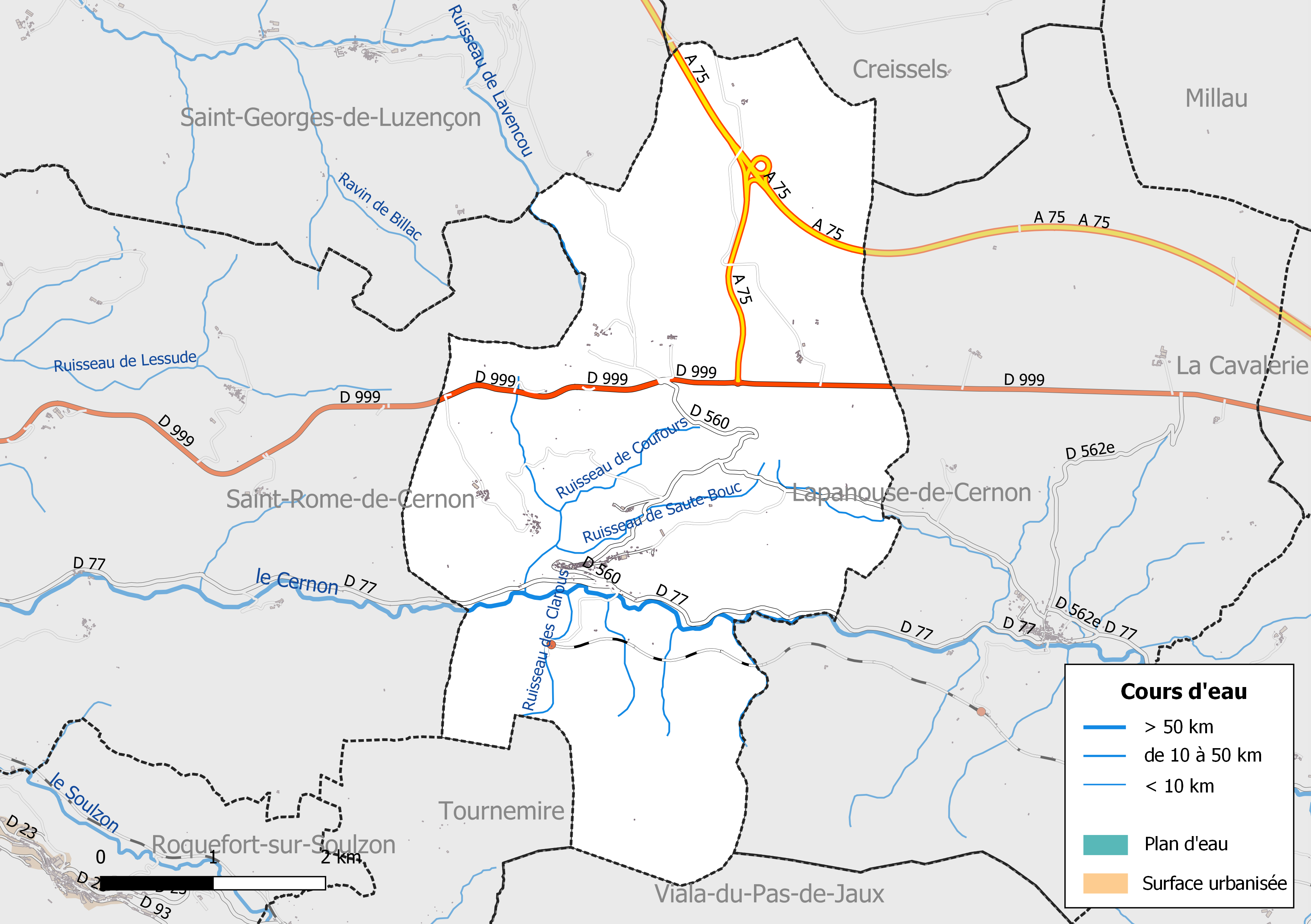
Carte des réseaux hydrographique et routier de La Bastide-Pradines.

La commune est drainée par le Cernon, le ruisseau de Lavencou, le ruisseau de Coufours, le ruisseau de Saute-Bouc, le ruisseau des Clarous et par divers petits cours d'eau.
Le Cernon, d'une longueur totale de 30,4 km, prend sa source dans la commune de Sainte-Eulalie-de-Cernon et se jette  dans le Tarn à Saint-Georges-de-Luzençon, après avoir arrosé 5 communes.

#### Gestion des cours d'eau
Afin d’atteindre le bon état des eaux imposé par la Directive-cadre sur l'eau du 23 octobre 2000, plusieurs outils de gestion intégrée s’articulent à différentes échelles pour définir et mettre en œuvre un programme d’actions de réhabilitation et de gestion des milieux aquatiques : le SDAGE (Schéma directeur d'aménagement et de gestion des eaux), à l’échelle du bassin hydrographique, et le SAGE (Schéma d'aménagement et de gestion des eaux), à l’échelle locale. Ce dernier fixe les objectifs généraux d’utilisation, de mise en valeur et de protection quantitative et qualitative des ressources en eau superficielle et souterraine. Trois SAGE sont mis en oeuvre dans le département de l'Aveyron.
La commune fait partie du SAGE Tarn amont, approuvé le 15 décembre 2015, au sein du SDAGE Adour-Garonne. Le territoire de ce SAGE concerne une partie des bassins du Tarn de l’Aveyron et de l’Agout. Il couvre 69 communes, sur trois départements (Aveyron, Gard et Lozère) et deux régions, pour une superficie de 2 700 km2,. Le pilotage et l’animation du SAGE et du contrat de rivière du Tarn-amont associé sont assurés par le Syndicat mixte du bassin versant du Tarn-amont (SMBVTAM), qualifié de « structure porteuse ». Cet organisme a été créé le 1er avril 2018 et est constitué de neuf communautés de communes.

### Climat
Pour des articles plus généraux, voir Climat de l'Occitanie et Climat de l'Aveyron.
En 2010, le climat de la commune est de type climat des marges montargnardes, selon une étude s'appuyant sur une série de données couvrant la période 1971-2000. En 2020, Météo-France publie une typologie des climats de la France métropolitaine dans laquelle la commune est exposée à un climat de montagne et est dans la région climatique Sud-est du Massif Central, caractérisée par une pluviométrie annuelle de 1 000 à 1 500 mm, minimale en été, maximale en automne.
Pour la période 1971-2000, la température annuelle moyenne est de 11,2 °C, avec une amplitude thermique annuelle de 15,8 °C. Le cumul annuel moyen de précipitations est de 1 018 mm, avec 10,6 jours de précipitations en janvier et 4,8 jours en juillet. Pour la période 1991-2020, la température moyenne annuelle observée sur la station météorologique la plus proche, située sur la commune de La Cavalerie à 9 km à vol d'oiseau, est de 10,1 °C et le cumul annuel moyen de précipitations est de 934,2 mm,. Pour l'avenir, les paramètres climatiques de la commune estimés pour 2050 selon différents scénarios d'émission de gaz à effet de serre sont consultables sur un site dédié publié par Météo-France en novembre 2022.

### Milieux naturels et biodiversité

#### Espaces protégés
La protection réglementaire est le mode d’intervention le plus fort pour préserver des espaces naturels remarquables et leur biodiversité associée.
Dans ce cadre, la commune fait partie d'un espace protégé, le Parc naturel régional des Grands Causses, créé en 1995 et d'une superficie de 327 937 ha Ce territoire rural habité, reconnu au niveau national pour sa forte valeur patrimoniale et paysagère, s’organise autour d’un projet concerté de développement durable, fondé sur la protection et la valorisation de son patrimoine,.

#### Sites Natura 2000

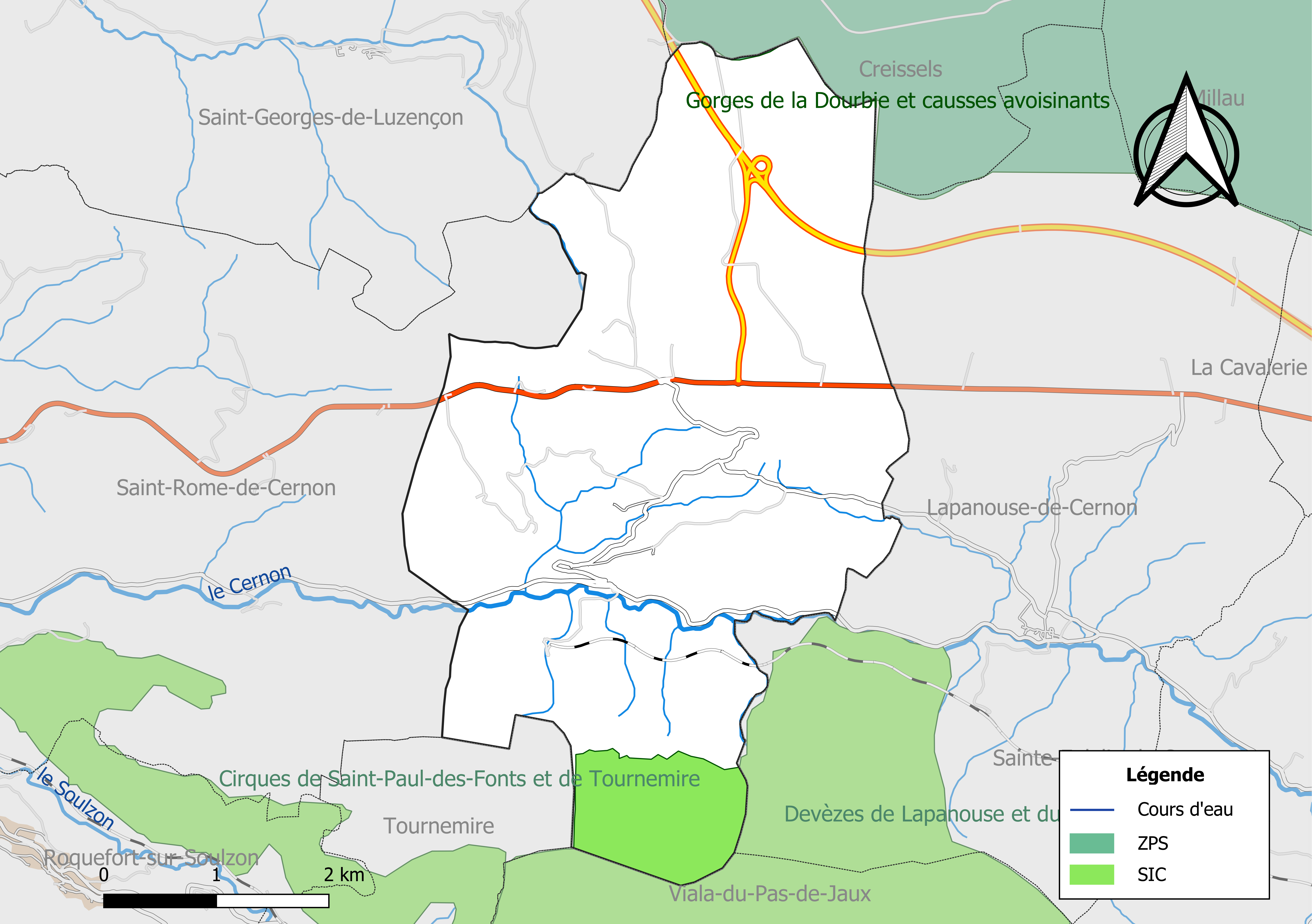
Sites Natura 2000 sur le territoire communal.

Le réseau Natura 2000 est un réseau écologique européen de sites naturels d’intérêt écologique élaboré à partir des Directives « Habitats » et « Oiseaux ». Ce réseau est constitué de Zones spéciales de conservation (ZSC) et de Zones de protection spéciale (ZPS). Dans les zones de ce réseau, les États Membres s'engagent à maintenir dans un état de conservation favorable les types d'habitats et d'espèces concernés, par le biais de mesures réglementaires, administratives ou contractuelles.
Un site Natura 2000 a été défini sur la commune au titre de la « directive Habitats ».
Les « Devèzes de Lapanouse et du Viala-du-Pas-de-Jaux », d'une superficie de 1 585 ha, sont situées sur le Causse du Larzac. Les devèzes sont caractérisées par la présence de pelouses calcaires et steppiques (parcours à ovins et bovins) encore bien entretenues. Elles sont réputées pour leur richesse en orchidées et sont accessibles facilement. Les paysages sont un mélange de milieux ouverts (landes à buis et genévriers, pelouses) et de forêts de chêne pubescent.

#### Zones naturelles d'intérêt écologique, faunistique et floristique
L’inventaire des zones naturelles d'intérêt écologique, faunistique et floristique (ZNIEFF) a pour objectif de réaliser une couverture des zones les plus intéressantes sur le plan écologique, essentiellement dans la perspective d’améliorer la connaissance du patrimoine naturel national et de fournir aux différents décideurs un outil d’aide à la prise en compte de l’environnement dans l’aménagement du territoire.
Le territoire communal de La Bastide-Pradines comprend deux ZNIEFF de type 1, : 
le « causse du Larzac occidental » (7 036 ha)
et le « devèze du viala-Du-Pas-De-Jaux et serre de Cougouille » (2 515 ha)
et une ZNIEFF de type 2, :
le « causse du Larzac » (50 424 ha), qui s'étend sur 23 communes dont 21 dans l'Aveyron et deux dans l'Hérault.

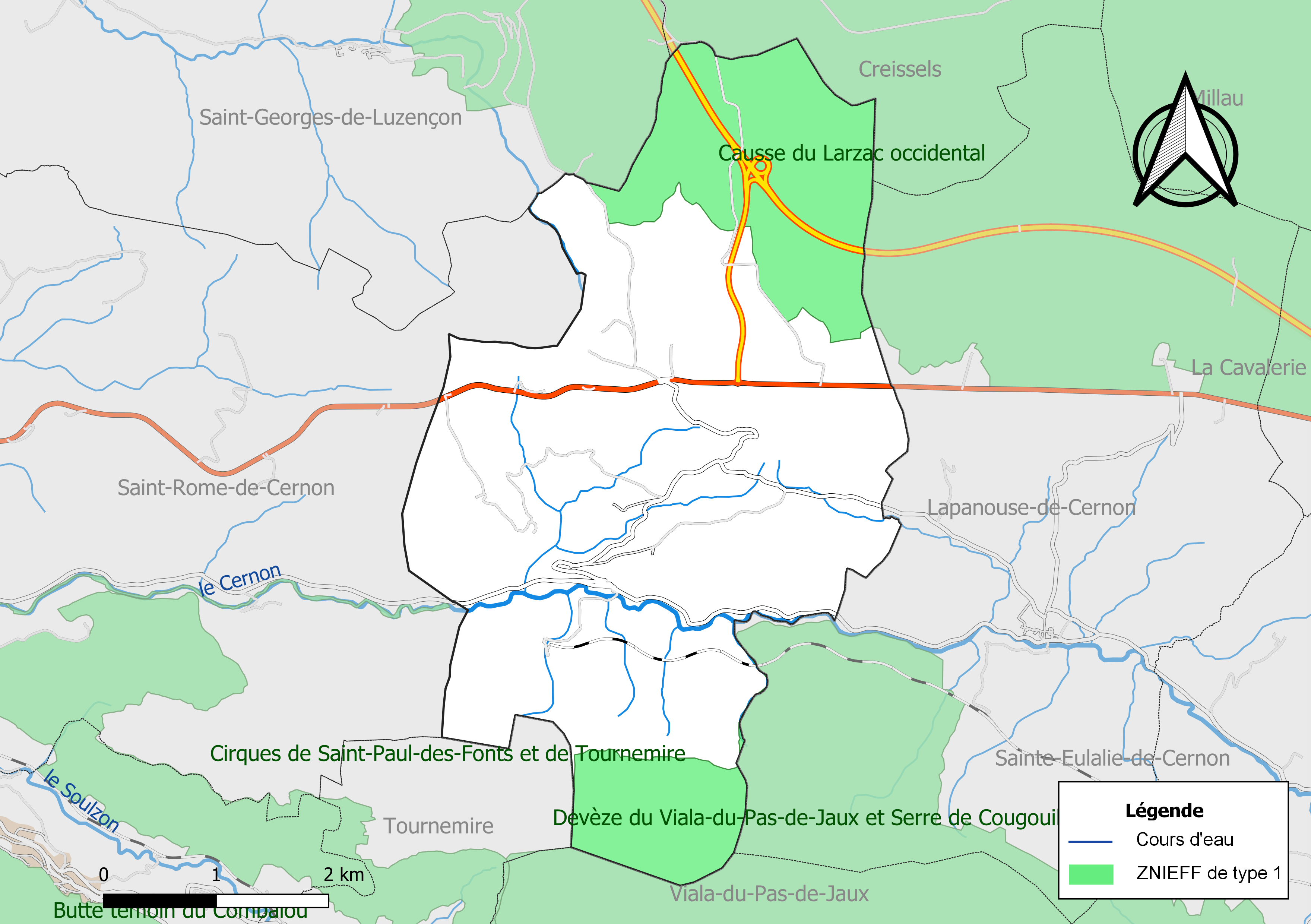
Carte des ZNIEFF de type 1 de la commune.
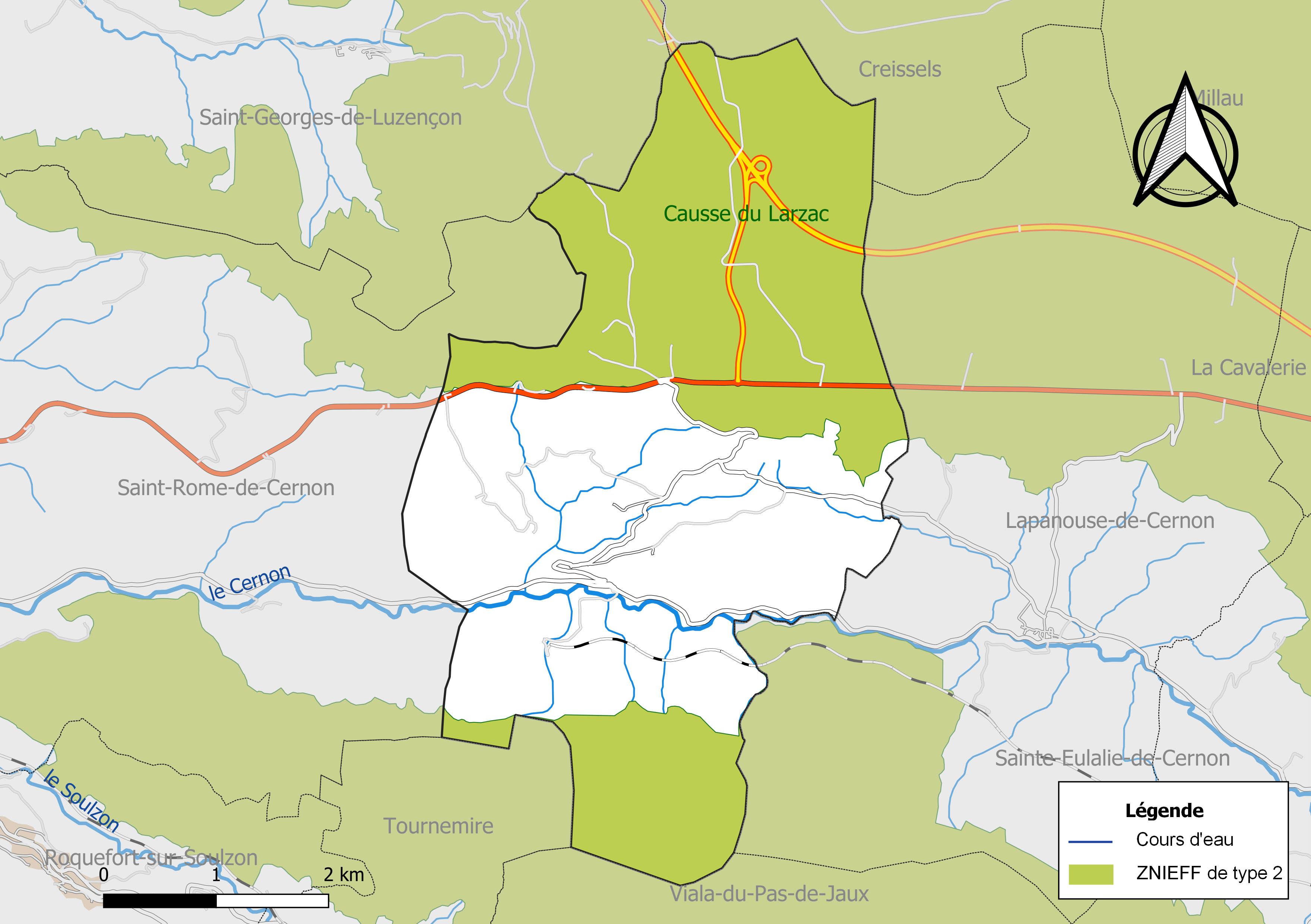
Carte de la ZNIEFF de type 2 de la commune.

## Tourisme
La gare de La Bastide-Pradines est un des points de passage du vélorail du Larzac, qui utilise une ligne de chemin de fer désaffectée depuis 1981, reliant Tournemire (Aveyron) à Le Vigan (Gard), sur le modèle du périple transibérien à vélorail, effectué par l'ouvrier français Lucien Péraire en 1930, reliant Irkoutsk par les voies du trans-sibérien sur la bicyclette qu'il avait modifiée au bord de la Volga, au Tatarstan.

## Urbanisme

### Typologie
Au 1er janvier 2024, La Bastide-Pradines est catégorisée commune rurale à habitat très dispersé, selon la nouvelle grille communale de densité à 7 niveaux définie par l'Insee en 2022.
Elle est située hors unité urbaine et hors attraction des villes,.

### Occupation des sols

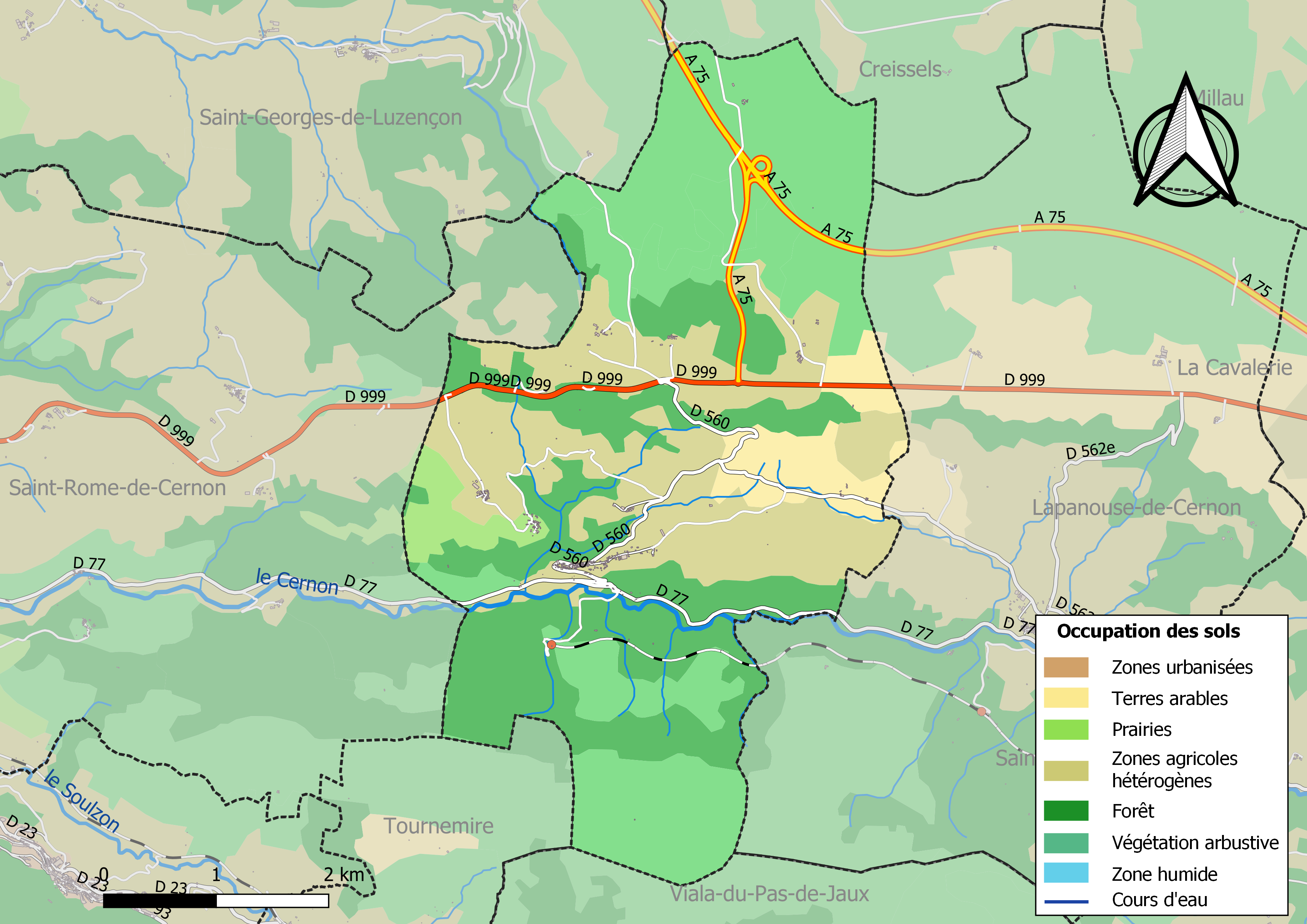
Infrastructures et occupation des sols de la commune de La Bastide-Pradines.

L'occupation des sols de la commune, telle qu'elle ressort de la base de données européenne d’occupation biophysique des sols Corine Land Cover (CLC), est marquée par l'importance des forêts et milieux semi-naturels (64,2 % en 2018), néanmoins en diminution par rapport à 1990 (64,2 %).
La répartition détaillée en 2018 était la suivante : 
forêts (34,1 %), milieux à végétation arbustive et/ou herbacée (30,1 %), zones agricoles hétérogènes (27,5 %), terres arables (5,7 %), prairies (2,6 %).

### Planification
La loi SRU du 13 décembre 2000 a incité fortement les communes à se regrouper au sein d’un établissement public, pour déterminer les partis d’aménagement de l’espace au sein d’un SCoT, un document essentiel d’orientation stratégique des politiques publiques à une grande échelle. La commune est dans le territoire du SCoT du Parc naturel régional des Grands Causses, approuvé le vendredi 7 juillet 2017 par le comité syndical et mis à l’enquête publique en décembre 2019. La structure porteuse est le Pôle d'équilibre territorial et rural du PNR des Grands Causses, qui associe huit communautés de communes, notamment la communauté de communes Larzac et Vallées, dont la commune est membre.
La commune disposait en 2017 d'un plan local d'urbanisme en révision. Le zonage réglementaire et le règlement associé peuvent être consultés sur le Géoportail de l'urbanisme.

### Risques majeurs
Le territoire de la commune de La Bastide-Pradines est vulnérable à différents aléas naturels : inondations, climatiques (hiver exceptionnel ou canicule), feux de forêts et séisme (sismicité très faible).
Il est également exposé à un risque technologique, le transport de matières dangereuses, et à un risque particulier, le risque radon,.

#### Risques naturels

Zones inondables de la commune de La Bastide-Pradines.

Certaines parties du territoire communal sont susceptibles d’être affectées par le risque d’inondation par débordement du Cernon. Les dernières grandes crues historiques, ayant touché plusieurs parties du département, remontent aux 3 et 4 décembre 2003 (dans les bassins du Lot, de l'Aveyron, du Viaur et du Tarn) et au 28 novembre 2014 (bassins de la Sorgues et du Dourdou). Ce risque est pris en compte dans l'aménagement du territoire de la commune par le biais du Plan de prévention du risque inondation (PPRI) Cernon-Soulzon, approuvé le 21 décembre 2007.
Le Plan départemental de protection des forêts contre les incendies découpe le département de l’Aveyron en sept « bassins de risque » et définit une sensibilité des communes à l’aléa feux de forêt (de faible à très forte). La commune est classée en sensibilité forte.
Les mouvements de terrains susceptibles de se produire sur la commune sont soit des mouvements liés au retrait-gonflement des argiles, soit des effondrements liés à des cavités souterraines. Le phénomène de retrait-gonflement des argiles est la conséquence d'un changement d'humidité des sols argileux. Les argiles sont capables de fixer l'eau disponible mais aussi de la perdre en se rétractant en cas de sécheresse. Ce phénomène peut provoquer des dégâts très importants sur les constructions (fissures, déformations des ouvertures) pouvant rendre inhabitables certains locaux. La carte de zonage de cet aléa peut être consultée sur le site de l'observatoire national des risques naturels Géorisques. Une autre carte permet de prendre connaissance des cavités souterraines localisées sur la commune.

#### Risques technologiques
Le risque de transport de matières dangereuses sur la commune est lié à sa traversée par des infrastructures routières et ferroviaires importantes et la présence d'une canalisation de transport de gaz. Un accident se produisant sur de telles infrastructures est en effet susceptible d’avoir des effets graves au bâti ou aux personnes jusqu’à 350 m, selon la nature du matériau transporté. Des dispositions d’urbanisme peuvent être préconisées en conséquence.

#### Risque particulier
Dans plusieurs parties du territoire national, le radon, accumulé dans certains logements ou autres locaux, peut constituer une source significative d’exposition de la population aux rayonnements ionisants. Toutes les communes du département sont concernées par le risque radon à un niveau plus ou moins élevé. La commune de La Bastide-Pradines est classée à risque faible avec facteurs géologiques.

## Histoire

### Les Hospitaliers
Anciennement nommé La Bastide de Sernonenque, La Bastide-Pradines était depuis au moins le XIIIe siècle une maison de l'Hôpital (domus Hospitalis)  de l'ordre de Saint-Jean de Jérusalem, membre la commanderie de Saint-Félix-de-Sorgues au sein du grand prieuré de Saint-Gilles,.

## Politique et administration

### Découpage territorial
La commune de La Bastide-Pradines est membre de la communauté de communes Larzac et Vallées, un établissement public de coopération intercommunale (EPCI) à fiscalité propre créé le 13 décembre 2004 dont le siège est à Cornus. Ce dernier est par ailleurs membre d'autres groupements intercommunaux.
Sur le plan administratif, elle est rattachée à l'arrondissement de Millau, au département de l'Aveyron et à la région Occitanie. Sur le plan électoral, elle dépend du  canton de Saint-Affrique pour l'élection des conseillers départementaux, depuis le redécoupage cantonal de 2014 entré en vigueur en 2015, et de la troisième circonscription de l'Aveyron  pour les élections législatives, depuis le dernier découpage électoral de 2010.

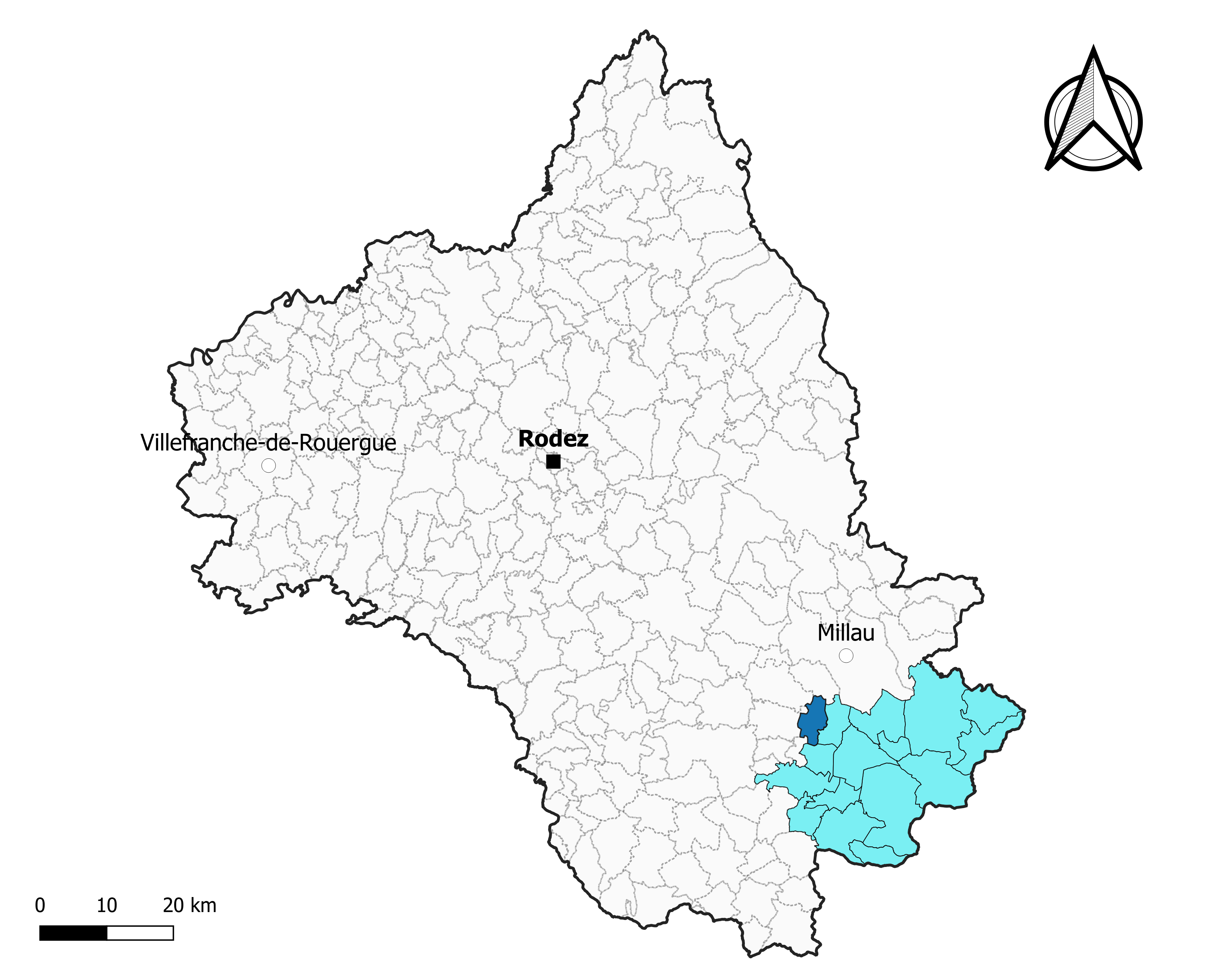
La Bastide-Pradines dans l'intercommunalité en 2020.
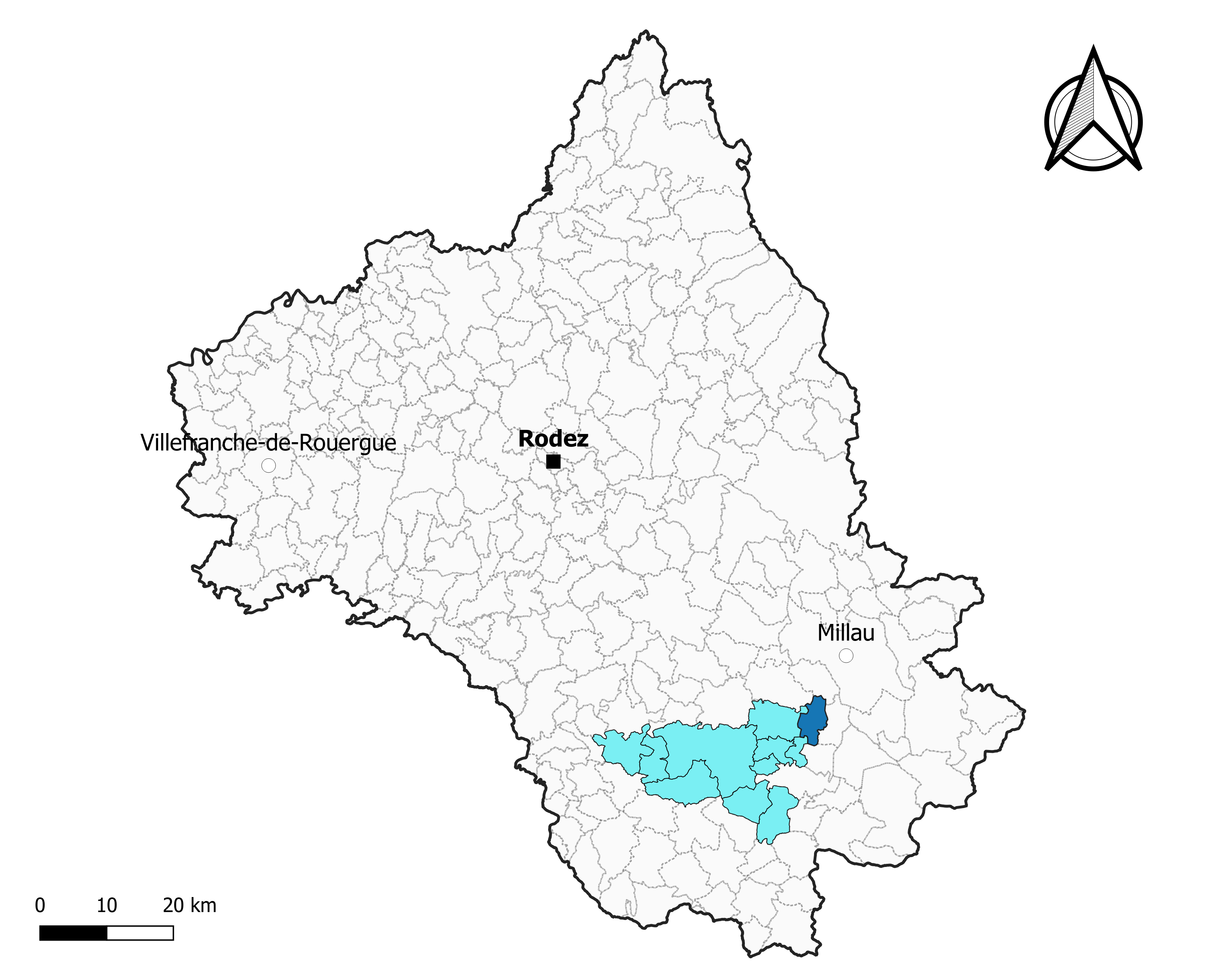
La Bastide-Pradines dans le canton de Saint-Affrique en 2020.
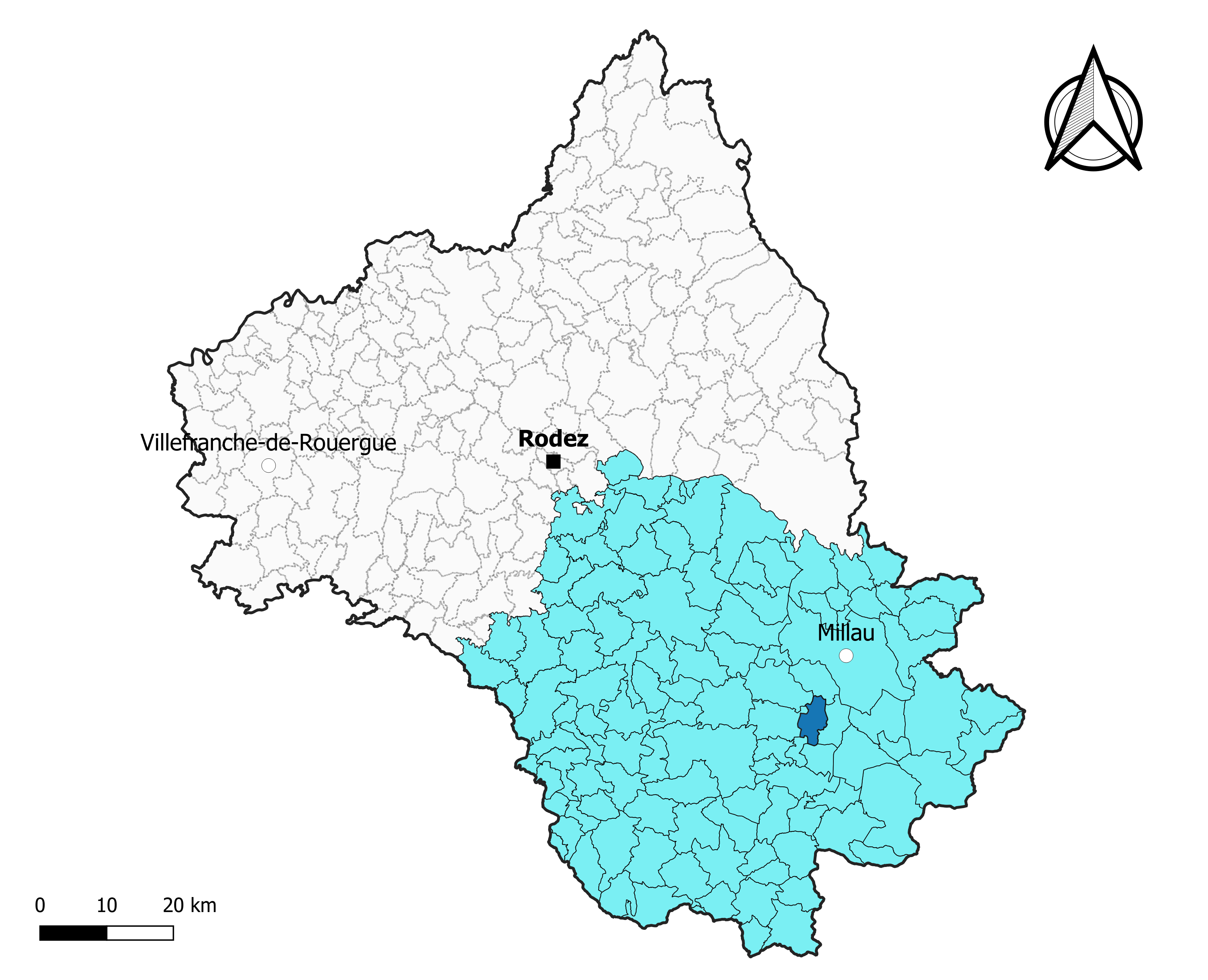
La Bastide-Pradines dans l'arrondissement de Millau en 2020.

### Élections municipales et communautaires

#### Élections de 2020
Le conseil municipal de La Bastide-Pradines, commune de moins de 1 000 habitants, est élu au scrutin majoritaire plurinominal à deux tours avec candidatures isolées ou groupées et possibilité de panachage. Compte tenu de la population communale, le nombre de sièges à pourvoir lors des élections municipales de 2020 est de 11. La totalité des onze candidats en lice est élue dès le premier tour, le 15 mars 2020, avec un taux de participation de 75,68 %.
Yves Malric, maire sortant, est réélu pour un nouveau mandat le 23 mai 2020.
Dans les communes de moins de 1 000 habitants, les conseillers communautaires sont désignés parmi les conseillers municipaux élus en suivant l’ordre du tableau (maire, adjoints puis conseillers municipaux) et dans la limite du nombre de sièges attribués à la commune au sein du conseil communautaire. Un siège est attribué à la commune au sein de la communauté de communes Larzac et Vallées.

#### Liste des maires
| Période                                  | Période  | Identité          | Étiquette | Qualité                       |
| ---------------------------------------- | -------- | ----------------- | --------- | ----------------------------- |
| avant 1995                               | ?        | Alain Arnal       |           |                               |
| 2001                                     | 2008     | Émilien Boutonnet | SE        |                               |
| 2008                                     | 2014     | Agnès Comby       | DVG       |                               |
| avril 2014                               | En cours | Yves Malric,      |           | Ancien agriculteur exploitant |
| Les données manquantes sont à compléter. |          |                   |           |                               |

## Démographie
L'évolution du nombre d'habitants est connue à travers les recensements de la population effectués dans la commune depuis 1793. Pour les communes de moins de 10 000 habitants, une enquête de recensement portant sur toute la population est réalisée tous les cinq ans, les populations de référence des années intermédiaires étant quant à elles estimées par interpolation ou extrapolation. Pour la commune, le premier recensement exhaustif entrant dans le cadre du nouveau dispositif a été réalisé en 2005.

En 2022, la commune comptait 120 habitants, en évolution de +17,65 % par rapport à 2016 (Aveyron : +0,37 %, France hors Mayotte : +2,11 %).
| 1793 | 1800 | 1841 | 1846 | 1851 | 1856 | 1861 | 1866 | 1872 |
| ---- | ---- | ---- | ---- | ---- | ---- | ---- | ---- | ---- |
| 347  | 417  | 467  | 486  | 463  | 466  | 455  | 435  | 480  |

| 1876 | 1881 | 1886 | 1891 | 1896 | 1901 | 1906 | 1911 | 1921 |
| ---- | ---- | ---- | ---- | ---- | ---- | ---- | ---- | ---- |
| 446  | 463  | 929  | 543  | 385  | 345  | 332  | 333  | 253  |

| 1926 | 1931 | 1936 | 1946 | 1954 | 1962 | 1968 | 1975 | 1982 |
| ---- | ---- | ---- | ---- | ---- | ---- | ---- | ---- | ---- |
| 258  | 257  | 235  | 189  | 163  | 143  | 143  | 118  | 97   |

| 1990 | 1999 | 2005 | 2006 | 2010 | 2015 | 2020 | 2022 | - |
| ---- | ---- | ---- | ---- | ---- | ---- | ---- | ---- | - |
| 102  | 98   | 106  | 107  | 111  | 106  | 113  | 120  | - |

## Économie

### Emploi
| Division       | 2008  | 2013  | 2018  |
| -------------- | ----- | ----- | ----- |
| Commune        | 11 %  | 6,3 % | 7,7 % |
| Département    | 5,4 % | 7,1 % | 7,1 % |
| France entière | 8,3 % | 10 %  | 10 %  |

En 2018, la population âgée de 15 à 64 ans s'élève à 60 personnes, parmi lesquelles on compte 76,9 % d'actifs (69,2 % ayant un emploi et 7,7 % de chômeurs) et 23,1 % d'inactifs,. En  2018, le taux de chômage communal (au sens du recensement) des 15-64 ans est supérieur à celui du département, mais inférieur à celui de la France, alors qu'il était supérieur à celui de la France en 2008.
La commune est hors attraction des villes,. Elle compte 11 emplois en 2018, contre 15 en 2013 et 12 en 2008. Le nombre d'actifs ayant un emploi résidant dans la commune est de 42, soit un indicateur de concentration d'emploi de 27 % et un taux d'activité parmi les 15 ans ou plus de 48,1 %.
Sur ces 42 actifs de 15 ans ou plus ayant un emploi, 9 travaillent dans la commune, soit 22 % des habitants. Pour se rendre au travail, 82,2 % des habitants utilisent un véhicule personnel ou de fonction à quatre roues, 2,2 % les transports en commun, 11 % s'y rendent en deux-roues, à vélo ou à pied et 4,4 % n'ont pas besoin de transport (travail au domicile).

### Activités hors agriculture
6 établissements sont implantés à La Bastide-Pradines au 31 décembre 2019.
Le secteur de l'industrie manufacturière, des industries extractives et autres est prépondérant sur la commune puisqu'il représente 66,7 % du nombre total d'établissements de la commune (4 sur les 6 entreprises implantées à La Bastide-Pradines), contre 17,7 % au niveau départemental.

### Agriculture
|               | 1988  | 2000 | 2010 | 2020 |
| ------------- | ----- | ---- | ---- | ---- |
| Exploitations | 11    | 10   | 6    | 8    |
| SAU (ha)      | 1 331 | 1186 | 954  | 875  |

La commune est dans les Grands Causses, une petite région agricole occupant le sud-est du département de l'Aveyron. En 2020, l'orientation technico-économique de l'agriculture  sur la commune est l'élevage d'ovins ou de caprins. Huit exploitations agricoles ayant leur siège dans la commune sont dénombrées lors du recensement agricole de 2020 (onze en 1988). La superficie agricole utilisée est de 875 ha,,.

## Culture locale et patrimoine

### Lieux et monuments
- Le Granieyras, un grenier fortifié datant du XIVe siècle, de l'époque des Hospitaliers.
- Église Saint-Pierre de Saint-Pierre-de-Courgeas.
- Église Saint-Pierre de La Bastide-Pradines.
- Maisons du XIIe siècle.
- Pont de 17,60 m de long à deux arches, l’une en segment de cercle formant un léger dos d’âne et l’autre en plein cintre.

### Personnalités liées à la commune
- Emma Calvé (1858-1942), cantatrice française (soprano), a séjourné à La Bastide-Pradines, chez une de ses tantes.